# Mörtsjön (Fågelfors socken, Småland)
Mörtsjön är en sjö i Högsby kommun i Småland och ingår i Emåns huvudavrinningsområde. Sjön är 7,6 meter djup, har en yta på 0,03 kvadratkilometer och befinner sig 130 meter över havet.